# Deepwater-Nationalpark
Der Deepwater-Nationalpark (engl.: Deepwater National Park) ist ein Nationalpark im Osten des australischen Bundesstaates Queensland.
Im Nationalpark sind Sanddünen und Küstenheidelandschaften im Einzugsgebiet des Deepwater Creek, einem der letzten unberührten Süßwassereinzugsgebiete an der Ostküste Australiens, geschützt.
Der Nationalpark wurde 1988 ausgewiesen und bedeckt eine Fläche von 47,3 Quadratkilometer.

## Lage
Er liegt 375 Kilometer nördlich von Brisbane, 60 Kilometer nordwestlich von Bundaberg und 80 Kilometer südöstlich von Gladstone.

## Landesnatur
Den Norden des Nationalparks dominiert eine 70 Meter hohe, bewachsene Sanddüne. Es gibt auch vereinzelt nackte Felsen vulkanischen Ursprungs und eine Reihe felsiger Vorgebirge entlang der 9,8 Kilometer Küstenlinie.

## Flora und Fauna
Die Vegetation auf der dem Meer zugewandten Seite der Düne und ihrer dem Land zugewandten Seite unterscheidet sich stark. Im Osten gibt es typische Strandvegetation, die in den oberen Hanglagen von Wind zerzaust ist. Im Westen konnte sich im Windschatten höhere Vegetation bilden, sodass Wald mit Pflanzen in drei verschiedenen Wuchshöhenbereichen entstand.
Am Strand nisten die Unechte Karettschildkröte und die Lederschildkröte. Die Wallriffschildkröte und die Suppenschildkröte haben ebenfalls dort ihr Nistgebiet gefunden. In diesem Park befindet sich die einzige Stelle auf dem Festland, an der Lederschildkröten regelmäßig Eier legen.
Königsfruchttaube, Fairy Gerygone (Gerygone palpabrosa, aus der Familie der Südseegrasmücken) und graue Fächerschwänze (Rhipidura albiscapa) findet man üblicherweise in den Baumkronen im Westen des Parks. An den Stränden sieht man häufig australische Austernfischer, Pfuhlschnepfen, Wasserläufer und Eilseeschwalben. Auch Emus und Brahmanenmilane kann man im Nationalpark finden.
Außerdem gibt es die größte Kakerlakenart in Queensland, Macropanesthia sp., dort.

## Einrichtungen
Einen Zeltplatz, Toilettenhäuschen und Picknicktische gibt es am Wreck Rock, 5,5 km nördlich der Südgrenze des Nationalparks. Ein weiterer Zeltplatz liegt weiter nördlich am Middle Rock – allerdings ohne besondere Einrichtungen für Camper. Picknickplätze für Tagesausflügler findet man am Flat Rock.
Die Mitnahme von Haustieren und das Entzünden offenen Feuers sind verboten.

## Zufahrt
Der Park ist von Süden her durch die Ortschaft Wartburg zu erreichen. Mit gewöhnlichen Straßenfahrzeugen kann die Zufahrtsstraße nur in der Trockenzeit befahren werden. Auch von Norden, über Agnes Water besteht eine Zufahrt. Dort benötigt man allerdings wegen der steilen, sandigen Hänge in jedem Falle ein Fahrzeug mit Allradantrieb.